# 汪桥镇 (商城县)
汪桥镇，是中华人民共和国河南省信阳市商城县下辖的一个乡镇级行政单位。

## 行政区划
汪桥镇下辖以下地区：
汪桥村、鲍楼村、肖坳村、墩塘村、钟铺村、河铺村、土庙村、孔楼村、邱湾村、丁坳村、邓家村、秦湾村、汪楼村、董畈村、铜山村、曹畈村、天井村、古岗村、东庙村、六营村、双桥村、万河村、邱庄村、黄岗村和潘湾村。